# Польсько-шведські війни
Польсько-шведські війни — серія воєн у 1569–1721 роках між Річчю Посполитою та Швецією.

## Список
- Лівонська війна (1558–1583) — з Швецією та Московським царством за Прибалтійські землі та вихід до Балтійського моря.
- Війна проти Сигізмунда (1598–1599) — війна за шведський престол між Сигізмундом III Ваза і герцогом Карлом Седерманландським.
- Польсько-шведська війна (1600-1629) — іноді розглядається як частина загальноєвропейської Тридцятирічної війни, завершилась підписанням невигідного для Польщі Альтмаркського перемир'я; проходила в декілька етапів з перемир'ями і може бути поділена на:
  - війна 1600–1611 рр.
  - війна 1617–1618 рр.
  - війна 1621–1626 рр.
  - війна 1626–1629 рр.
- Польсько-шведська війна (1635) — військовий конфлікт за володіння Пруськими землями південно-східного узбережжя Балтійського моря.
- Шведський потоп — ряд воєн у другій половині 17-го століття, відомий в історичній літературі як «Потоп».
- Північна війна (1655—1660) — відбулась через небажання Польщі вступити в союз зі Швецією проти Московського царства, завоювання якого в 1654 році почали становити загрозу для Швеції.
- Велика Північна війна (1700–1721) — війна між коаліцією північних держав і Швецією за прибалтійські землі.
- Війна четвертої коаліції (1806–1807) — епізод наполеонівських воєн, в якому Польща та Швеція опинились в різних коаліціях.
- Війна шостої коаліції — Остання польсько-шведська війна. Варшавське герцогство було союзником Наполеона, а Королівство Швеція — членом Ради антинаполеонівської коаліції. Після війни Варшавське герцогство увійшло до складу Російської імперії.